# Rock Hard Festival

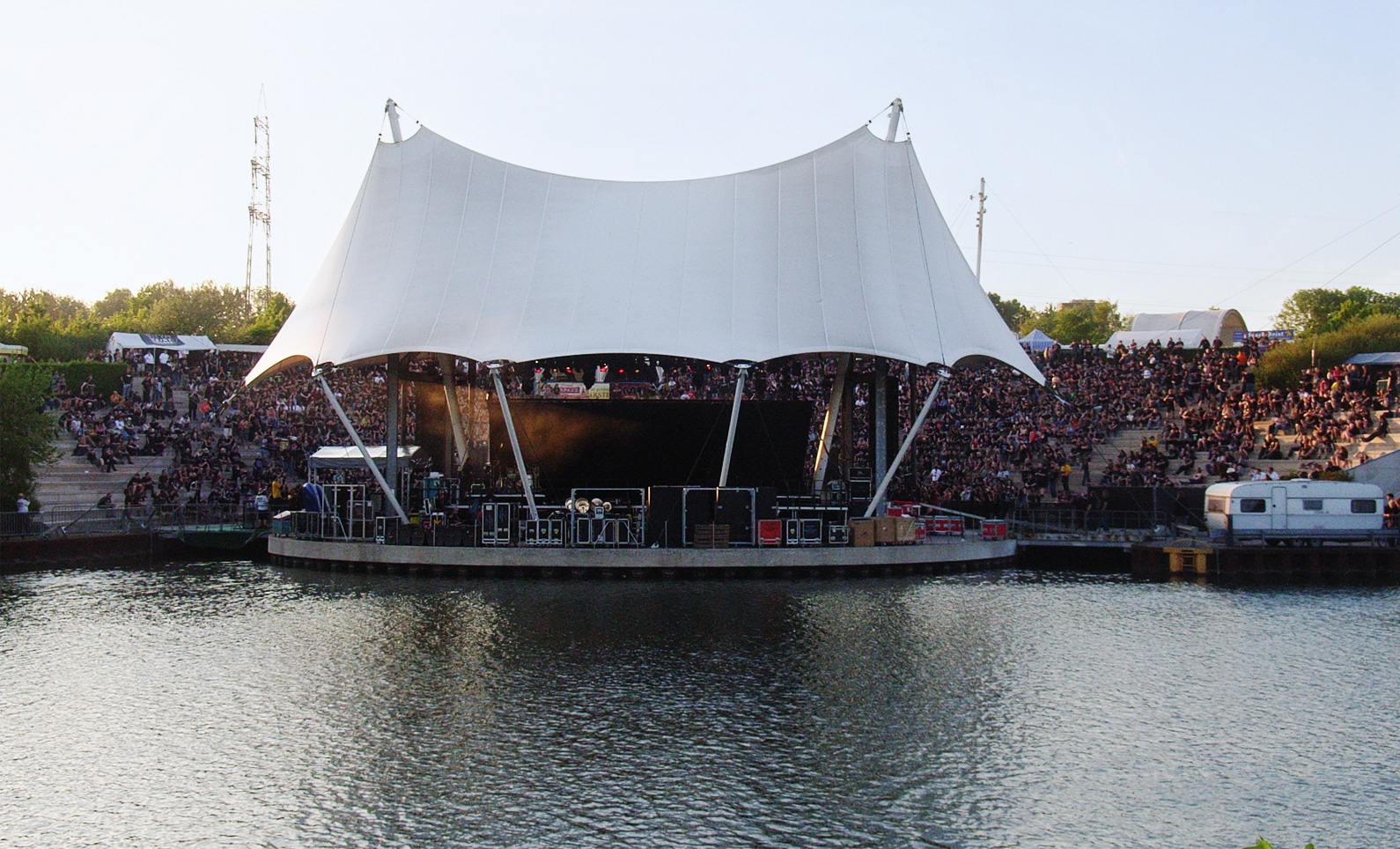
Il palco del Rock Hard Festival

Il Rock Hard Festival è un festival rock/metal che si svolge annualmente dal 2003 a Gelsenkirchen in Germania nell'anfiteatro della città. 
Il festival è un evento organizzato dalla famosa rivista di musica rock e metal tedesca Rock Hard da cui prende il nome.

## Edizioni

### 2003
| Sabato 7 giugno                                                                                   | Domenica 8 giugno                                                              |
| ------------------------------------------------------------------------------------------------- | ------------------------------------------------------------------------------ |
| Blind Guardian Anthrax Kreator Nevermore Trouble Circle II Circle Tribe After Tribe God Dethroned | Saxon In Flames Death Angel Bolt Thrower Candlemass Soilwork Threshold Darkane |

### 2004
| Sabato 29 maggio                                                                         | Domenica 30 maggio |
| ---------------------------------------------------------------------------------------- | --- |
| In Extremo Gamma Ray Exodus Krokus Marduk Gluecifer Naglfar Dead Soul Tribe Thunderstorm | Machine Head Stratovarius Rage Dark Tranquillity Metal Church Pink Cream 69 Malevolent Creation Into Eternity Desaster |

### 2005
| Venerdi 13 maggio           | Sabato 14 maggio                                                                                               | Domenica 15 maggio                                                                    |
| --------------------------- | --- | ------------------------------------------------------------------------------------- |
| Girlschool Sunride Regicide | Jon Oliva Children of Bodom Amon Amarth Sonata Arctica Samael The Haunted Ensiferum Heaven Shall Burn Communic | Accept Sentenced Overkill Masterplan Pretty Maids Unleashed Threshold Wolf Hellfueled |

### 2006
| venerdì 2 giugno                     | Sabato 3 giugno                                                                                                | Domenica 4 giugno                                                                                         |
| ------------------------------------ | --- | --- |

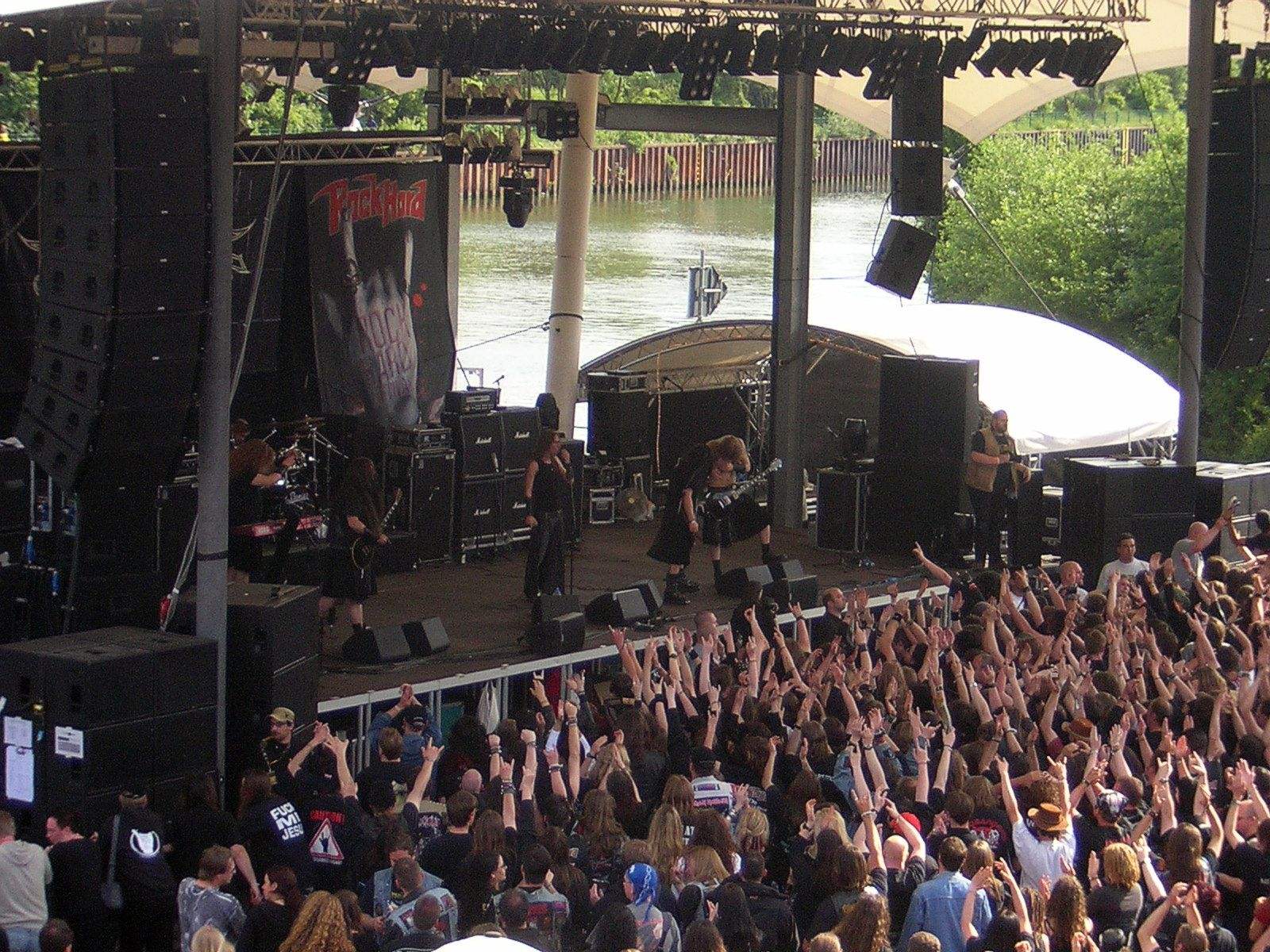
I Finntroll sul palco del Rock Hard Festival 2006

| Morgana Lefay Engel Custard Mecenary | Celtic Frost Bolt Thrower Sodom Nevermore Brainstorm Caliban Primordial Crucified Barbara Legion of the Damned | Dio Edguy Fates Warning Soilwork Finntroll Evergrey Beyond Fear (feat. Tim "Ripper" Owens) Gojira Volbeat |

### 2007
| venerdì 25 maggio                                                           | Sabato 26 maggio                                                                                      | Domenica 27 maggio                                                                                           |
| --------------------------------------------------------------------------- | --- | --- |
| HammerFall Grave Digger Heaven Shall Burn Cataract Crucified Barbara Bullet | Amon Amarth Death Angel Armored Saint Vader Ross the Boss Korpiklaani Turisas Maroon Metal Inquisitor | Thin Lizzy Axel Rudi Pell Spock's Beard Paul Di'Anno Tankard Dark Funeral Naglfar Hardcore Superstar Sabaton |

### 2008
| venerdì 9 maggio                                                                 | Sabato 10 maggio                                                        | Domenica 11 maggio                                                                                            |
| -------------------------------------------------------------------------------- | ----------------------------------------------------------------------- | --- |
| Testament Die Apokalyptischen Reiter Y&T Lake of Tears StormWarrior The Claymore | Immortal Exodus Amorphis Exciter Enslaved Helstar Moonsorrow The Sorrow | Iced Earth (Karaoke All Star Jam) Paradise Lost Volbeat Napalm Death Jorn Asphyx Sieges Even Enemy of the Sun |

### 2009
| venerdì 29 maggio                                            | Sabato 30 maggio                                                                                            | Domenica 31 maggio                                                    |
| ------------------------------------------------------------ | --- | --------------------------------------------------------------------- |
| Opeth Jag Panzer Prong Deströyer 666 Angel Witch Witchburner | Children of Bodom Jon Oliva's Pain Forbidden DragonForce Hail of Bullets Audrey Horne Grand Magus Evocation | Saxon Rokked Sacred Reich UFO Heathen D-A-D Bullet Firewind Tracedawn |

### 2010
| venerdì 21 maggio                                                    | Sabato 22 maggio                                                   | Domenica 23 maggio |
| -------------------------------------------------------------------- | ------------------------------------------------------------------ | --- |
| The Devil’s Blood Bloodbath Sabaton Katatonia Necros Christos Ketzer | Kreator Accept Exhorder Raven Artillery Bulldozer Evile Orden Ogan | Rage (feat. "Lingua Mortis Orchestra") Ensiferum Mambo Kurt Rokken Nevermore Virgin Steele Orphaned Land Crash Diet Keep of Kalessin Sacred Steel |

### 2011
| venerdì 10 giugno                                      | Sabato 11 giugno                                                          | Domenica 12 giugno                                                                                  |
| ------------------------------------------------------ | ------------------------------------------------------------------------- | --------------------------------------------------------------------------------------------------- |
| Triptykon Enslaved Postmortem Procession Contradiction | Iced Earth Amorphis Morgoth Bullet Epica Disbelief In Solitude Dreamshade | Down Overkill Vicious Indiscrezioni Anacrusis Metal Inquisitor Atlantean Kodex Enforcer Vanderbuyst |

### 2012
| Venerdi 25 maggio                                    | Sabato 26 maggio                                                                         | Domenica 27 maggio                                                         |
| ---------------------------------------------------- | ---------------------------------------------------------------------------------------- | -------------------------------------------------------------------------- |
| Turbonegro Kvelertak Krisiun RAM Jex Thoth Deathfist | Bolt Thrower Psychotic Waltz Tankard Unleashed Hell Portrait Motorjesus Dr. Living Dead! | W.A.S.P. Unisonic Magnum Girlschool Graveyard High Spirits '77 Alpha Tiger |

### 2013
| Venerdi 17 maggio                                                            | Sabato 18 maggio                                                          | Domenica 19 maggio                                                                |
| ---------------------------------------------------------------------------- | ------------------------------------------------------------------------- | --------------------------------------------------------------------------------- |
| U.D.O. Ashes of Ares Audrey Horne Denial of God Fleshcrawl Hellish Crossfire | Queensrÿche D-A-D Ensiferum Naglfar Desaster Mustasch Horisont Slingblade | King Diamond Sepultura Threshold Tank Orchid Orden Ogan Gospel of the Horns Attic |

### 2014
| Venerdi 6 giugno                                                           | Sabato 7 giugno                                                                     | Domenica 8 giugno                                                                    |
| -------------------------------------------------------------------------- | ----------------------------------------------------------------------------------- | ------------------------------------------------------------------------------------ |
| Triptykon Die Apokalyptischen Reiter Midnight Decapitated Zodiac Nocturnal | Carcass Sacred Reich Obituary Pretty Maids Sólstafir Screamer Dead Lord Roxxcalibur | Testament Annihilator Monster Magnet Insomnium Orphaned Land Blues Pills Iron Savior |

### 2015
| Venerdi 22 maggio                                                                 | Sabato 23 maggio                                                           | Domenica 24 maggio                                                                            |
| --------------------------------------------------------------------------------- | -------------------------------------------------------------------------- | --------------------------------------------------------------------------------------------- |
| Venom Pentagram Space Chaser God Dethroned Flotsam and Jetsam Architects of Chaoz | Kreator Doro Sanctuary Kataklysm Avatarium Voivod Motorjesus Deserted Fear | Black Star Riders Overkill Michael Schenker Group Refuge Sinner Air Raid Channel Zero Spiders |

### 2016
| Venerdi 13 maggio                                             | Sabato 14 maggio                                                                       | Domenica 15 maggio                                                                            |
| ------------------------------------------------------------- | -------------------------------------------------------------------------------------- | --------------------------------------------------------------------------------------------- |
| Sodom Destruction Tankard Satan Year of the Goat Sulphur Aeon | Turbonegro Metal Church Kadavar The Exploited Grand Magus Tribulation Sorcerer Accuser | Blind Guardian Cannibal Corpse Riot V Moonspell Orden Ogan Nightingale Black Trip Discreation |

### 2017
| Venerdi 2 giugno                                                                     | Sabato 3 giugno                                                                 | Domenica 4 giugno                                                                                    |
| ------------------------------------------------------------------------------------ | ------------------------------------------------------------------------------- | --- |
| Blues Pills Candelmass The Dead Daisies Dust Bolt Mantar Robert Pehrsson's Humbucker | Behemoth Exodus Asphyx D-A-D Skyclad Monument Ketzer The Night Flight Orchestra | Opeth Fates Warning Ross the Boss Secrets of the Moon Dirkschneider Demon Blood Ceremony Night Demon |